# シャーロット郡 (フロリダ州)
シャーロット郡（英: Charlotte County）は、アメリカ合衆国フロリダ州のフロリダ半島メキシコ湾岸に位置する郡である。人口は18万6847人（2020年）。郡庁所在地はプンタゴルダであり、同郡で人口最大の町は未編入の国勢調査指定地域ではあるがポートシャーロットである。
シャーロット郡はその全体でプンタゴルダ大都市圏を構成している。この大都市圏はアメリカ合衆国行政管理予算局が定義し、アメリカ合衆国国勢調査局などの機関が統計目的に利用している。プンタゴルダがこの大都市圏の主要都市に指定されている。最初に都市圏に指定されたのは1993年だった。

## 歴史
シャーロット郡は1921年4月23日に設立された。郡名はシャーロット・ハーバーの湾から採られた。「シャーロット」という言葉はスペイン語ではカルロス、英語ではチャールズ、カルーサ・インディアン語ではカロスから来ている。1565年、スペイン人がカルロス湾と命名し、これを受けたイギリス人が1775年に国王ジョージ3世の妻、シャーロット・ソフィア妃に因んでシャーロット・ハーバーと呼んだ。郡内ではプンタゴルダ市が唯一の法人化都市である。
2004年8月13日、カテゴリー4のハリケーン・チャーリーがポートシャーロット近くで上陸し、デソト郡は被害を受けた。

### 歴史的な場所
郡内には旧シャーロット郡庁舎などアメリカ合衆国国家歴史登録財に指定される場所が幾つかある。

## 地理
アメリカ合衆国国勢調査局に拠れば、郡域全面積は859.12平方マイル (2,225.1 km2)であり、このうち陸地693.60平方マイル (1,796.4 km2)、水域は165.51平方マイル (428.7 km2)で水域率は19.27%である。シャーロット・ハーバー・エスチュアリーは、重要な自然保護地である。

### 隣接する郡
- サラソータ郡 - 北西
- デソト郡 - 北
- ハイランズ郡 - 北東隅
- グレーズ郡 - 東
- ヘンドリー郡 - 南東隅
- リー郡 - 南

### 国立保護地域
- アイランドベイ国立野生生物保護区

## 人口動態
以下は2010年国勢調査による人口統計データである。
| 基礎データ - 人口: 159,978人 - 世帯数: 73,370 世帯 - 家族数: 44,130 家族 - 人口密度: 79人/km2（234人/mi2） - 住居数: 100,632軒 - 住居密度: 44軒/km2（115軒/mi2） 人種別人口構成 - 白人: 90.05% - アフリカン・アメリカン: 5.68% - ネイティブ・アメリカン: 0.26% - アジア人: 1.19% - 太平洋諸島系: 0.04% - その他の人種: 1.10% - 混血: 1.67% - ヒスパニック・ラテン系: 5.76% 年齢別人口構成 - 18歳未満: 14.30% - 18-24歳: 5.38% - 25-34歳: 6.99% - 35-64歳: 17.50% - 65歳以上: 34.12% - 年齢の中央値: 56.43歳（国内最高齢） - 性比（女性100人あたり男性の人口） - 総人口: 94.58 | 世帯と家族（対世帯数） - 18歳未満の子供がいる: 17.6% - 結婚・同居している夫婦: 59.2% - 未婚・離婚・死別女性が世帯主: 7.2% - 非家族世帯: 30.9% - 単身世帯: 26.0% - 65歳以上の老人1人暮らし: 16.7% - 平均構成人数 - 世帯: 2.17人 - 家族: 2.56人 収入と家計 - 収入の中央値（2007年-2011年） - 世帯: 45,112米ドル - 家族: 47,415米ドル - 性別（2011年） - 男性: 27,352米ドル - 女性: 26,861米ドル - 人口1人あたり収入: 28,875米ドル - 貧困線以下 - 対人口: 11.9% - 対家族数: 5.3% - 18歳未満: 17.4% - 65歳以上: 5.6% |

2000年国勢調査について2001年10月に出された報告書では、人口10万人以上の郡の中でシャーロット郡の年齢の中央値54.3歳は国内最高だった。2010年の国勢調査でも55.9歳となり、フロリダ州のサムター郡に次いで第2位となった。

## 都市と町

### 法人化自治体
- プンタゴルダ - 郡庁所在地

### 新都市
- バブコックランチ、太陽光発電を使う計画都市

### 未編入の町
| - ボカグランデ - ケイプヘイズ - シャーロット・ハーバー - シャーロットパーク - クリーブランド - ディープクリーク - イングルウッド - グローブシティ | - ハーバーハイツ - マナソタキー - マードック - プラシダ - ポートシャーロット - ロトンダ - ソラナ |

## 郡政府
シャーロット郡は5人の委員で構成される郡政委員会によって統治されている。委員はそれぞれの選挙区を代表しており、人気は4年間である。選挙は党派の支持表明によって争われ、候補者が多い場合は予備選挙も行われる。登録有権者は5つの選挙区それぞれで委員候補者に投票できる。

## 政治
| 年     | 共和党 | 民主党 | その他 |
| ------ | ------ | ------ | ------ |
| 2012年 | 56.5%  | 42.3%  | 1.2%   |
| 2008年 | 52.9%  | 45.7%  | 1.5%   |
| 2004年 | 55.7%  | 42.9%  | 1.4%   |
| 2000年 | 53.0%  | 44.3%  | 2.7%   |
| 1996年 | 44.2%  | 43.0%  | 12.7%  |
| 1992年 | 39.2%  | 36.9%  | 23.9%  |
| 1988年 | 64.0%  | 35.4%  | 0.6%   |

### 政府関連
- Charlotte County Clerk of the Circuit Court
- Charlotte County Government / Board of County Commissioners Main Portal
- Charlotte County Property Appraiser
- Charlotte County Sheriff's Office
- Charlotte County Supervisor of Elections
- Charlotte County Geographic Information System
- Charlotte County Chamber of Commerce
- Charlotte County Fire/EMS

### 特殊地区
- Charlotte County Public Schools
- South Florida Water Management District
- Southwest Florida Water Management District

### 司法関連
- Charlotte County Clerk of Courts
- Public Defender for the 20th Judicial Circuit serving Charlotte, Collier, Glades, Hendry and Lee Counties
- Office of the State Attorney, 20th Judicial Circuit
- Circuit and County Court for the 20th Judicial Circuit of Florida

### その他
- Animal Welfare League of Charlotte County

座標: 北緯26度54分 西経81度57分 / 北緯26.90度 西経81.95度